# Sádeg Gúdarzí
Sádeg Saíd Gúdarzí (* 22. září 1987 Malajer) je íránský zápasník-volnostylař, stříbrný olympijský medailista z roku 2012.

## Sportovní kariéra
Zápasení se věnoval od útlého dětství pod vedením svého otce Saída v rodném Malajeru. Vrcholově se připravoval v Teheránu pod vedením Mohsen Káveho (محسن کاوه) a Pežmana Dorostkara. V íránské volnostylařské reprezentaci se prosazoval od roku 2009 ve váze do 74 kg. V roce 2012 startoval na olympijských hrách v Londýně jako jeden z hlavních favoritů na vítězství. Od úvodního kola potvrzoval formu a bez ztráty setu postoupil do finále proti Američanu Jordanu Burroughsovi. Úvodní set ztratil v 0:1 na technické body, když se v závěru nechal porazit útokem na nohy. Druhý set měl podobný scénář, po vyrovnané první části v závěru neuhlídal své nohy a deset sekund před koncem se nechal porazit na zem. Po porážce 0:2 na sety získal stříbrnou olympijskou medaili. V roce 2013 pokračoval v tréninku, ale na jaře začal mít zdravotní problémy v oblasti ramen a rukou způsobené krční páteří. Po poradě s lékaři musel předčasně ukončit sportovní kariéru.

## Výsledky
| Turnaj            | 2006 | 2007 | 2008 | 2009 | 2010 | 2011 | 2012 |
| Turnaj            | 19   | 20   | 21   | 22   | 23   | 24   | 25   |
| Turnaj            | -74  | -74  | -74  | -74  | -74  | -74  | -74  |
| ----------------- | ---- | ---- | ---- | ---- | ---- | ---- | ---- |
| Olympijské hry    |      |      | —    |      |      |      | 2.   |
| Mistrovství světa | —    | —    |      | 3.   | 2.   | 2.   |      |
| Asijské hry       | —    |      |      |      | 1.   |      |      |
| Mistrovství Asie  | —    | —    | —    | 1.   | —    | —    | 1.   |
| MS juniorů        | 2.   | —    |      |      |      |      |      |